# Cerapoda
Los cerápodos (Cerapoda) son un suborden de dinosaurios ornitisquios que vivieron desde el período Jurásico hasta el Cretácico, en lo que hoy es América, Asia, Europa, África, Oceanía y la Antártida.

## Clasificación
Cerapoda se divide en dos grupos: Ornithopoda ("pies de ave") y Marginocephalia ("cabezas con flecos"). Este último grupo incluye a los Pachycephalosauria ("lagartos de cabeza dura") y a Ceratopsia ("cabezas con cuernos"). La siguiente taxonomía sigue a Richard J. Butler, Paul Upchurch and David B. Norman, 2008 (and Butler et al., 2011) a menos que se señale lo contrario.
Cerapoda fue nombrado originalmente por Paul Sereno en 1986 y fue definido por él como "Parasaurolophus walkeri Parks, 1922, Triceratops horridus Marsh, 1889, su ancestro común más cercano y todos sus descendientes". El siguiente cladograma sigue un análisis de 2011 realizado por los paleontólogos Richard J. Butler, Jin Liyong, Chen Jun y Pascal Godefroit.

|                 | Ornithopoda                                                       |
|                 |                                                                   |
| Marginocephalia | \| \| Pachycephalosauria \| \| \| \| \| \| Ceratopsia \| \| \| \| |
|                 | \| \| Pachycephalosauria \| \| \| \| \| \| Ceratopsia \| \| \| \| |
|                 | Pachycephalosauria                                                |
|                 |                                                                   |
|                 | Ceratopsia                                                        |
|                 |                                                                   |

|  | Pachycephalosauria |
|  |                    |
|  | Ceratopsia         |
|  |                    |

Adicionalmente, existen algunas especies que son difíciles de clasificar ya sea en el linaje de los ornitópodos o en el de los marginocéfalos, tales como Albalophosaurus yamaguchiorum, el cual es considerado como un Cerápodo incertae sedis (de situación incierta).